# Giovanni Roncari
Giovanni Roncari, O.F.M. Cap. (* 19. srpna 1949 Verona) je italský římskokatolický duchovní, kapucín a emeritní biskup Pitigliano-Sovana-Orbetello a Grosseta.

## Život
Narodil se 19. srpna 1949 ve Veroně.
Vstoupil do noviciátu Řád menších bratří kapucínů v Cortoně a kapucínského semináře Toskánska. Po teologickém studiu byl 20. srpna 1972 vysvěcen na kněze. Stal se kaplanem nemocnice Careggi ve Florencii. Pokračoval ve studiu na Papežské univerzitě Gregoriana, kde získal licenciát z církevní historie. V letech 1979–1980 se nacházel v konventu v Pise a poté byl převeden zpět do Florencie.
Byl zodpovědný za studenty teologie, byl asistentem Sekulárního františkánského řádu a Františkánské mládeže. Od roku 1984 sloužil ve farnosti svatého Františka a Kláry. Přednášel církevní historii na Papežské teologické fakultě Střední Itálie. Roku 2012 byl ustanoven kvardiánem kostela San Carlo ai Cappuccini v Borgo San Lorenzo a biskupským vikařem pro klérus.
Dne 1. října 2015 jej papež František jmenoval biskupem Pitigliano-Sovana-Orbetello. Biskupské svěcení přijal 21. listopadu z rukou kardinála Giuseppe Betoriho a spolusvětiteli byli biskup Mario Meini a biskup Guglielmo Borghetti. Dne 19. června 2021 bylo rozhodnuto o sjednocení diecéze Pitigliano-Sovana-Orbetello a diecéze Grosseto pod úřad jednoho biskupa tzn. in persona episcopi, tím se stal biskupem obou diecézí. Dne 19. prosince 2024 přijal papež jeho rezignaci z důvodu dosažení kanonického věku 75 let.